# Kemantan Kebalai
Kemantan Kebalai is een bestuurslaag in het regentschap Kerinci van de provincie Jambi, Indonesië. Kemantan Kebalai telt 1227 inwoners (volkstelling 2010).